# Carlos Fonseca
Carlos Fonseca Amador, né le 23 juin 1936 à Matagalpa et mort le 7 novembre 1976 à Zinica (Matagalpa), est un professeur, homme politique et révolutionnaire du Nicaragua .
Fondateur du Front sandiniste de libération nationale en 1961 avec Tomás Borge, Santos López, Silvio Mayorga, il est tué dans les montagnes du Nicaragua trois ans avant la prise de pouvoir de son mouvement. Il a reçu à titre posthume les titres de héros national du Nicaragua et de commandant en chef de la révolution populaire sandiniste.
Il a été tué au combat dans la région de Zinica le 7 novembre 1976. Des témoins oculaires indiquent que Carlos Fonseca a été assassiné après sa capture. Son corps a été mutilé et ses mains sont envoyées à Managua pour identification.
En 1979, il est enterré dans le mausolée de la Plaza de la Revolución à Managua où il est reçu par plus de 100 000 personnes.